# Gagrella pullata
Gagrella pullata is een hooiwagen uit de familie Sclerosomatidae.